# Saint-Mary-le-Cros
Pour les articles homonymes, voir Saint-Mary et Cros.
Saint-Mary-le-Cros est un petit village français situé sur la commune de Ferrières-Saint-Mary, dans le département du Cantal. Initialement, la commune portait le nom de ce village qui en était aussi le chef-lieu.

## Histoire
Saint Mary, évangélisateur de la Haute-Auvergne, est à l'origine du village. Il vécut dans les environs au IIIe siècle, ou peut-être au VIe siècle. Après sa mort, on lui construisit un mausolée, qui devint ensuite une chapelle, puis une église. Ce sanctuaire est sans doute un des plus anciens d'Auvergne.  Le jésuite bollandiste Jacques Branche précise que c'est à cause de la grotte du saint que le lieu a été nommé « Saint-Mary-le-Croz », croz signifiant « creux » en occitan. Toutefois, Marc-Yvon Duval et Pierre Moulier pensent qu'il s'agissait simplement de faire une distinction entre les deux villages de Saint-Mary : « le plain » pour celui situé sur le plateau  et « le creux » pour celui situé sur le coteau.
En 1890, le chef-lieu de la commune a été transféré au hameau de Ferrières, qui s’était considérablement développé avec la route nationale 122 et l'arrivée du chemin de fer. La commune a alors adopté le nouveau nom de Ferrières-Saint-Mary.

## Lieux et monuments
- Église de Saint-Mary-le-Cros, église romane partiellement rebâtie au XIXe siècle, inscrite au titre des monuments historiques en 1992[5].